# Euler (łyżwiarstwo figurowe)
Euler, half-loop – skok wykonywany w łyżwiarstwie figurowym w konkurencjach jazdy indywidualnej (soliści, solistki) oraz par sportowych. Należy do grupy skoków krawędziowych (ang. edge jumps), czyli wykonywanych poprzez odbicie bezpośrednio z krawędzi łyżwy. Wywodzi się z rittbergera.
Euler jest rozpoczynany z najazdu tyłem, jedna noga przed drugą, z zewnętrznej krawędzi prawej łyżwy, ale – w przeciwieństwie do rittbergera – kończony na wewnętrznej krawędzi lewej łyżwy. Eulery pojawiają się w sekwencjach kroków, jednak najczęściej widuje się je w sekwencjach skoków, pozwalają bowiem zmienić nogę i wykonać jako drugi skok coś innego niż toe-loop lub rittberger (do których wyskakuje się z tej samej nogi, na której ląduje się przy większości skoków).
Przed sezonem 2018/2019 euler został uznany przez Międzynarodową Unię Łyżwiarską (ISU) za jeden ze skoków podstawowych.